# The Hunger Games: Catching Fire
The Hunger Games: Catching Fire är en amerikansk film som hade premiär den 20 november 2013 i Sverige. Filmen är uppföljaren till The Hunger Games och är regisserad av Francis Lawrence på ett manus av Simon Beaufoy och Michael Arndt. Den är baserad på boken Fatta eld av Suzanne Collins.

## Handling
De 74:e Hungerspelens vinnare, Katniss Everdeen och Peeta Mellark, är på en segerturné genom alla 12 distrikt. När turnén är över är det dags för de 75:e Hungerspelen som är en "kuvning" (kuvningar förekommer vart 25:e år) vilket betyder att det kommer att vara något speciellt med detta årets spel. President Snow berättar att detta år skall det genomföras med vinnarna från de tidigare årens upplagor av hungerspelen. 24 av de forna vinnarna i Hungerspelen väljs därför ut till att vara årets Hungerspelsdeltagare. Katniss och Peeta är de i distrikt 12 som väljs ut. Nu handlar det inte om att möta nybörjare, nu handlar det om att möta vinnare: mästare och iskalla mördare. 

## Rollista (i urval)
- Jennifer Lawrence - Katniss Everdeen
- Josh Hutcherson - Peeta Mellark
- Liam Hemsworth - Gale Hawthorne
- Woody Harrelson - Haymitch Abernathy
- Elizabeth Banks - Effie Trinket
- Lenny Kravitz - Cinna
- Philip Seymour Hoffman - Plutarch Heavensbee[1]
- Jeffrey Wright - Beetee Latier
- Stanley Tucci - Caesar Flickerman
- Donald Sutherland - President Coriolanus Snow
- Toby Jones - Claudius Templesmith
- Willow Shields - Primrose "Prim" Everdeen
- Sam Claflin - Finnick Odair[2]
- Lynn Cohen - Mags
- Jena Malone - Johanna Mason
- Amanda Plummer - Wiress
- Meta Golding - Enobaria
- Bruno Gunn - Brutus
- Alan Ritchson - Gloss
- E. Roger Mitchell - Chaff
- Maria Howell - Seeder
- Stephanie Leigh Schlund - Cashmere
- Elena Sanchez - Cecelia
- Bobby Jordan - Blight
- John Casino - Woof
- Paula Malcomson - Mrs. Everdeen
- Patrick St. Esprit - Överstelöjtnant Romulus Thread